# Brazil (filme de 1985)
Brazil (bra: Brazil - O Filme; prt: Brazil: O Outro Lado do Sonho) é um filme de ficção científica distópica de 1985 dirigido por Terry Gilliam. Lançado em 20 de fevereiro de 1985, o filme foi escrito por Terry Gilliam, Charles McKeown e Tom Stoppard e tem no elenco Jonathan Pryce, Kim Greist, Michael Palin, Katherine Helmond, Bob Hoskins, Ian Holm, além de uma participação especial de Robert De Niro.
Devido ao filme ter sido lançado muito próximo ao final da Ditadura militar no Brasil (1964-1985), muito se especulou entre a crítica e os cinéfilos brasileiros, se o filme não seria uma crítica velada ao seu país naquele momento em especial, pois o enredo traz várias semelhanças com costumes e acontecimentos corriqueiros no Brasil nas décadas de 1970 e 1980. No livro The Battle of Brazil, Gilliam explica a origem de sua inspiração para o título:

## Enredo
No país onde o filme se desenrola se desenvolveu uma estranha sociedade, repleta de burocracia, moda feminina esdrúxula, cirurgias plásticas em grande profusão etc. Em meio às constantes festas promovidas pela elite, bombas explodem em restaurantes e lojas, gerando reações do governo, que caçam os responsáveis. 
O personagem principal (Sam Lowry), um jovem alheio à política e que trabalha em uma repartição do governo e mora em um apartamento minúsculo, vive às voltas com sua mãe dominadora, se apaixona por uma mulher confundida com uma militante terrorista, fazendo com que ele passe a ser perseguido pelo governo e sua vida sofra reviravoltas imprevisíveis.
Sam perpassa pelos dois polos opostos da sociedade de Brazil, totalmente perdido em meio à burocracia inoperante e ordens sem nexo, enviadas através de obsoletos computadores e máquinas de estranhos formatos. 

## Elenco
- Jonathan Pryce como Sam Lowry
- Robert De Niro como Archibald 'Harry' Tuttle
- Katherine Helmond como Srª. Ida Lowry
- Ian Holm como Sr. M. Kurtzmann
- Bob Hoskins como Spoor
- Michael Palin como Jack Lint
- Ian Richardson como Sr. Warrenn
- Peter Vaughan como Sr. Helpmann
- Kim Greist como Jill Layton
- Jim Broadbent como Dr. Jaffe

## Premiações
- Brazil concorreu a dois Oscars, sem sucesso: Melhor Roteiro Original e Melhor Direção de Arte.

- Venceu, no BAFTA, os prêmios de efeitos especiais e desenho e produção.[7]